# Yakuza: Like a Dragon
Yakuza: Like a Dragon (龍が如く7 光と闇の行方?, Ryū ga Gotoku 7: Hikari to Yami no Yukue, lett. "Come un drago 7: Nei dintorni di luce e oscurità") è un GDR a turni sviluppato e pubblicato dalla SEGA per Microsoft Windows, PlayStation 4, PlayStation 5, Xbox One e Xbox Series X/S come settimo titolo principale della serie Yakuza. È uscito in Giappone il 16 gennaio 2020, ed è pubblicato nel resto del mondo il 10 novembre 2020. Avendo il gioco un nuovo protagonista e un cambio nel genere di gameplay, Yakuza: Like a Dragon è considerabile un reboot della serie.

## Ambientazione
Per la prima volta nella serie Yakuza, finora ambientata a Tokyo e a Kamurocho, ricreazione immaginaria di Kabukichō, gran parte del gameplay è ambientato nel distretto di Yokohama di Isezaki Ijincho, basato sul distretto reale di Isezakichō a Yokohama, ma conterrà anche Kamurocho e il distretto di Sotenbori di Osaka (altra area della serie Yakuza, basata sul distretto reale di Dōtonbori). Yakuza: Like a Dragon è anche il primo gioco il cui protagonista non è Kazuma Kiryu, ma un nuovo personaggio, dal nome di Ichiban Kasuga, descritto da SEGA come più estroverso ed emotivo di Kiryu.

## Trama
Ichiban Kasuga è un giovane membro della famiglia Arakawa del clan Tojo. Orfano e con genitori ignoti, è però un ragazzo di buon cuore, nonostante la sua affiliazione, il cui compito principale è occuparsi di Masato Arakawa, il figlio del suo patriarca Masumi Arakawa, affetto da un male che lo rende paraplegico. La sera del 31 dicembre del 2000, dopo aver accompagnato il "signorino" (come Kasuga chiama Masato) in una soapland per il suo compleanno, Ichiban accompagna Masumi in giro per Kamurocho, un distretto di Tokyo, e questi gli racconta la storia della nascita di Masato: da giovane lavorava per la famiglia Hikawa, una filiale del clan Tojo, e il suo patriarca organizzò una relazione tra sua figlia e Masumi, ma questi iniziò a vedere una donna di nome Akane in segreto. Quando Masumi decise di stabilirsi con Akane dopo che lei gli disse di essere incinta, non riuscì a pensare a un modo per portare l'argomento al suo patriarca, rivelandoglielo solo il giorno in cui Akane era in travaglio; tuttavia, avendo perso la faccia, il suo patriarca ordinò di uccidere sia Akane che il bambino dopo aver fatto picchiare Masumi.
Masumi scappò e disse ad Akane di incontrarlo al Cafe Alps dopo che aveva partorito. Diverse ore più tardi, ha ricevette una telefonata dall'amata, che gli disse che i sicari della Famiglia Hikawa la stavano inseguendo, spingendola a scappare con il neonato alla Stazione di Shinjuku. Masumi le disse di nascondere il bambino in un armadietto e di raggiungere un luogo più sicuro il prima possibile per garantire la loro sicurezza.
Con grande forza di volontà, Masumi eliminò i suoi inseguitori e trovò il piccolo nell'armadietto aprendolo a pugni. Dopo averlo recuperato, lo portò di corsa in ospedale, dove al bambino fu diagnosticata un'insufficienza multiorgano indotta dall'ipotermia. In seguito apprese che Akane fu catturata dalla yakuza e assassinata mentre si stava recando all'ospedale. Dopo aver lasciato Kamurocho per diversi giorni dopo l'incidente, al suo ritorno schiacciò completamente la famiglia Hikawa per vendetta.
Ichiban, dal canto suo, ricorda di essere stato cresciuto nella soapland dove era andato col signorino, lo Shangri-La, allevato dal proprietario e dalle ragazze del posto. Alla sua morte però, Ichiban finì allo sbando, trovando però Arakawa e unendosi ai suoi. Insieme i due festeggiano l'anno nuovo.
Il primo gennaio del 2001 a Ichiban viene chiesto da Masumi Arakawa in persona di andare in prigione per un omicidio che non ha commesso così da proteggere il presunto assassino, Jo Sawashiro, il suo braccio destro che Arakawa considera indispensabile. Ichiban è d'accordo, sperando che questo lo renderà un eroe del clan Tojo, ed è ansioso di ripagare Arakawa per avergli salvato la vita in gioventù.
Diciotto anni dopo, Ichiban viene scarcerato solo per scoprire che nessuno si ricorda di lui e nessuno della sua famiglia lo sta nemmeno aspettando per incontrarlo quando esce. Invece, viene accolto dall'ex detective Koichi Adachi, che appare interessato a lui per motivi ignoti. Ichiban apprende che, mentre era in prigione, il figlio di Arakawa, Masato, è morto di malattia e Arakawa ha tradito il clan Tojo rivelando le loro operazioni alla polizia, permettendo alla rivale Alleanza Omi di entrare e prendere il controllo di Kamurocho. Lo stesso Arakawa da allora è diventato il leader de facto dell'Alleanza Omi. Adachi fa squadra con Ichiban, poiché sospetta che Arakawa abbia corrotto un commissario di polizia. Con l'aiuto di Adachi, Ichiban blocca un incontro che Arakawa sta tenendo, ma viene colpito da un colpo di pistola proprio da questi.
Tre giorni dopo, Ichiban riprende conoscenza a Ijincho, un distretto di Yokohama, dopo essere stato salvato e curato da Yu Nanba, un senzatetto locale ed ex infermiere. Ichiban apprende rapidamente che qualcuno ha deliberatamente scaricato il suo corpo oltre la portata dell'Alleanza Omi a causa della presenza dei Tre Ijin, una tenue alleanza fra tre gruppi criminali: i cinesi Liumang, i coreani Geomijul e i giapponesi Seiryu, che si contendono Yokohama. Ichiban scopre anche che qualcuno gli ha nascosto nel vestito una banconota contraffatta per ragioni sconosciute. Adachi riesce a ricongiungersi con Ichiban e Nanba, dove rivela di essere stato congedato con disonore a pochi mesi dalla pensione e iniziano a prendere lavori saltuari per guadagnarsi da vivere mentre aiutano le persone bisognose, oltre a vedersela con il Bleach Japan, un'organizzazione puritana e xenofoba, fondata dal governatore di Tokyo Ryo Aoki e Hajime Ogasawara, che prende di mira principalmente le prostitute, i lavoratori stranieri e i senzatetto.
I tre accettano poi di aiutare Nonomiya, il direttore di una soapland preoccupato per la sorte di una sua ragazza, Nanoha Mukoda, che da molto tempo non si presenta al lavoro. Indagando, scoprono che la donna sta pagando enormi cifre di denaro per mantenere il padre in una costosa casa d'accoglienza, che si scopre essere in gestione da un sottoposto del Clan Seiryu, e rivelano che questi uccidono alcuni dei loro pazienti e ospiti dopo averli prosciugati di ogni bene. Dopo aver portato la notizia al leader del clan, Ryuhei Hoshino, questi caccia il subalterno e sistema le cose, sebbene si insospettisca della banconota falsa di Ichiban.
Tuttavia, Nonomiya viene trovato appeso ad una corda, forse suicidatosi, cosa che i tre non credono possibile. A confermare ciò è Saeko Mukoda, sorella gemella di Nahoha e uno dei dipendenti di Nonomiya, che si unisce al gruppo di Ichiban. Insieme indagano sulle ultime parole di Nonomiya, "Lao Ma", nome dato a uno degli ufficiali dei Liumang, Akira Mabuchi, che si scopre essere l'assassino del direttore.
Ichiban e i suoi amici vengono coinvolti in una cospirazione che coinvolge un massiccio anello di contraffazione gestito dai Tre Ijin per volere di Yutaka Ogikubo, uno dei politici più potenti del Giappone, al fine di mantenere l'equilibrio tra le fazioni e impedire all'Alleanza Omi di prendere il controllo di Ijincho. Anche il governatore di Tokyo Ryo Aoki è coinvolto nella faccenda, poiché usa i suoi legami con l'Alleanza Omi per minare il potere dei tre Ijin e allo stesso tempo sostenere Bleach Japan per rafforzare la sua immagine pubblica. Tuttavia, Ichiban riconosce Aoki come Masato, che quando incontra Ichiban successivamente ammette di aver finto la sua morte e di aver assunto una nuova identità in modo da poter eliminare il suo passato yakuza e diventare un politico (oltre ad essersi operato in America per poter tornare a camminare), rivelando che in realtà l'ha commesso lui l'omicidio per cui Ichiban è finito in prigione diciotto anni fa.
Aoki denuncia l'operazione di contraffazione dei Tre Ijin, rovinando la reputazione di Ogikubo e spianandosi la strada per prendere il suo posto come presidente del partito. Nonostante gli sforzi di Ichiban e dei suoi amici, non si riesce a fermare l'Alleanza Omi dallo schiacciare i Tre Ijin. Con le loro fazioni a brandelli, l'ex leader di Liumang Tianyou Zhao e l'agente di Geomijul Yeonsu Kim si uniscono al gruppo di Kasuga. In seguito, il leader del clan Seiryu Ryuhei Hoshino racconta a Ichiban una storia: lui è l'assassino del padre di Masumi, colpevole di aver rubato decenni prima del denaro ai Ijin (cosa falsa ma che si scoprirà purtroppo tempo dopo), ma che fu risparmiato da quest'ultimo quando scoprì la sua identità, regalandogli una valigetta di banconote false come "biglietto" per coloro che intendeva proteggere nel suo territorio. La banconota contraffatta introdotta di nascosto nella sua tasca è in realtà un messaggio segreto di Arakawa, dimostrando che Arakawa è ancora preoccupato per la sicurezza di Ichiban e gli ha sparato per fingere la sua morte.
Con l'Alleanza Omi destinata a conquistare il mondo sotterraneo di Ijincho, Aoki punta a conquistare la politica di Ijincho mettendo uno dei suoi lealisti di Bleach Japan, Souta Kume, in corsa per il rappresentante regionale. Con poche altre strade per resistere ad Aoki, Ichiban ha l'idea di candidarsi per sconfiggere Kume alle elezioni, negando ad Aoki la sua vittoria. Durante i preparativi, Ichiban viene a sapere di un'importante riunione dell'Alleanza Omi ad Osaka a cui parteciperà Arakawa. Si infiltra nella riunione e trova Arakawa con Daigo Dojima e altri ex membri del clan Tojo. Sia Arakawa che Dojima rivelano che Arakawa è un doppio agente che aveva indebolito l'Alleanza Omi dall'interno. Arakawa rivela anche che quando il vero leader dell'Alleanza Omi, Masaru Watase, verrà rilasciato dalla prigione, faranno un annuncio congiunto per sciogliere formalmente sia l'Alleanza Omi che il Clan Tojo, per impedire che vengano utilizzati come strumenti dal governo di Aoki. L'annuncio procede come previsto, il che fa infuriare la maggior parte dei membri dell'Alleanza Omi e inizia una rissa mentre Ichiban e i suoi alleati proteggono Watase e Dojima. Anche Kazuma Kiryu (il protagonista della saga Yakuza) ritorna come guardia del corpo di Watase.
Dopo il riuscito scioglimento della yakuza, Ichiban si incontra con Arakawa, e i due si riconciliano. Tuttavia, Arakawa finisce per essere ucciso più tardi quella notte, con Aoki come principale sospettato. Ichiban corre contro Kume nelle elezioni nel tentativo di contrastare il "signorino", ma Aoki ordina invece a Sawashiro di assassinare Hoshino come rappresaglia.
Ichiban non è in grado di prevenire la morte di Hoshino, ma Sawashiro decide di costituirsi dopo un combattimento con Ichiban, non prima di rivelare all’uomo un'ultima sconcertante rivelazione: Aoki è in realtà suo figlio. Il 1 gennaio 1977 fu rinchiuso nell'armadietto alla stazione di Shinjuku da neonato e abbandonato da Sawashiro e dalla madre, che non erano in grado di prendersi cura di lui. Tornati sul posto per rimorso videro Arakawa prendere il bimbo e portarlo via, credendo fosse un atto di bontà, ma la verità era un'altra: poco dopo infatti un uomo (che il giocatore riconosce come il proprietario dello Shangri-La) recuperò un altro neonato in una cassetta adiacente a quella di Masato, rivelando quindi che Ichiban è il vero figlio di Arakawa, ma entrambi i bambini sono stati scambiati alla nascita a causa di un'improbabile coincidenza.
Per fermare Aoki in modo permanente, Ichiban e i suoi amici fanno irruzione nel quartier generale di Arakawa per trovare prove che possano usare per incriminarlo. In realtà è un bluff, così da far venire sul posto Aoki e fargli ordinare l'omicidio di Ichiban, registrando la scena facendo poi trapelare la registrazione online, esponendo la sua vera natura. Ichiban, inseguendo il suo vecchio amico fino al luogo dove Arakawa lo trovò, supplica Aoki di arrendersi, e di lasciar perdere la sua ambizione sconsiderata che stava distruggendo tutti coloro che gli erano vicini e che cercavano di proteggerlo. Aoki, realizzando il sincero affetto di Kasuga per lui, decide di costituirsi, ma viene pugnalato a morte da Kume, che aveva subito una crisi psicotica dopo aver appreso delle azioni criminali del suo leader.
Qualche tempo dopo, le prove trovate nel quartier generale di Arakawa portano all'arresto di tutti i funzionari corrotti con cui ha cospirato. Ichiban partecipa al funerale di Arakawa e Aoki, e invece di accettare l'offerta di Watase e Dojima di unirsi a loro ad Osaka in una nuova società di sicurezza legittima composta da ex uomini di Omi e Tojo, decide di rimanere a Ijincho per stare con i suoi amici e vegliare sulla città.

## Modalità di gioco
L'elemento che distingue il gioco dal resto della serie principale di Yakuza è il suo sistema di combattimento, non più basato su lotte beat 'em up in tempo reale,ma sullo stile RPG. Il giocatore può formare una squadra, di massimo 4 componenti, scegliendo dai 8 personaggi sbloccabili nel corso della storia. Questi personaggi possono combattere o tramite le loro mosse o tramite gli oggetti circostanti che si possono trovare sui campi di battaglia, come biciclette (se vicino ai loro nemici), oppure tirando contro i nemici distanti piccoli oggetti se vanno incontro ad essi. Inoltre, i giocatori possono anche "evocare" degli assistenti, chiamati Pestamici, che possono aiutare la squadra di Kasuga o danneggiando i nemici o rafforzando la squadra con buff o indebolendo i nemici con i debuff; questi assistenti sono sbloccabili andando avanti nella storia o completando delle missioni secondarie.
Come tradizione della serie di Yakuza, è possibile intraprendere delle missioni secondarie (o sotto-storie) per ottenere ricompense aggiuntive, o campagne secondarie svincolate dalla storia come il management di una grande azienda. Tra le nuove attività secondarie troviamo il Dragon Kart, simile ad altri giochi in stile kart in termini di gameplay, e il pedalatta (minigioco in cui si raccolgono le lattine gettate via per strada per guadagnare gettoni da spendere in oggetti utili alla crescita dei personaggi).
Come elemento complementare del sistema di combattimento in stile RPG troviamo i Lavori, ovvero le reinterpretazioni in chiave JRPG dei vari lavori presenti nel mondo reale, come l'idol, l'agente di polizia e il cuoco. Ogni personaggio può cambiare lavoro passando da Hello Work, il luogo che permette al protagonista questa possibilità.

## Doppiaggio
| Personaggio                    | Voce giapponese   | Voce inglese      |
| ------------------------------ | ----------------- | ----------------- |
| Ichiban Kasuga                 | Kazuhiro Nakaya   | Kaiji Tang        |
| Jo Sawashiro                   | Shinichi Tsutsumi | Brian Bloom       |
| Nanba                          | Ken Yasuda        | Greg Chun         |
| Masumi Arakawa                 | Kiichi Nakai      | George Takei      |
| Saeko Mukouda                  | Sumire Uesaka     | Elizabeth Maxwell |
| Kouichi Adachi                 | Akio Otsuka       | Andrew Morgado    |
| Masato Arakawa                 | Kosuke Toriumi    | Will Yun Lee      |
| Mitsuo Yasumura                | Satoshi Tsuruoka  | SungWon Cho       |
| Yosuke Tendou                  | Miou Tanaka       | John Eric Bentley |
| Reiji Ishioda                  | Sho Hayami        | Rino Romano       |
| Ryohei Hoshino                 | Tetsuo Kanao      | JB Blanc          |
| Mamoru Takabe                  | Daichi Endo       | Darin De Paul     |
| Seong-hui                      | Hana Takeda       | Fiona Rene        |
| Joong-gi Han                   | Yuichi Nakamura   | Keong Sim         |
| Tianyou Zhao                   | Nobuhiko Okamoto  | Robbie Daymond    |
| Sumire Sawa                    | Sumire Sawa       | Sumire Sawa       |
| Kazuma Kiryu                   | Takaya Kuroda     | Darryl Kurylo     |
| Goro Majima                    | Hidenari Ugaki    | Matthew Mercer    |
| Taiga Saejima                  | Rikiya Koyama     | Ron Yuan          |
| Daigo Dojima                   | Satoshi Tokushime | Roger Craig Smith |
| Osamu Kashiwagi ("Il Barista") |                   | David Hayter      |